# Trans-Europ-Express-Marchandises
Der Trans-Europ-Express-Marchandises (zu Deutsch Trans-Europ-Express-Güterzüge, Abkürzung TEEM) war eine Gattung grenzüberschreitender europäischer Güterzüge, die in Anlehnung an den Trans-Europ-Express des grenzüberschreitenden Personenverkehrs geschaffen wurde.
Die Züge wurden zum Fahrplanwechsel 1961 als erste europäische, grenzüberschreitende Güterzüge für Eilgüter eingeführt. Mit der Einführung des Systems „Europ Unit Cargo“ (EUC) wurde 1995 die Zuggattung TEEM eingestellt.

## Geschichte
1957 wurde die Modernisierung der internationalen Güterbeförderung in das Arbeitsprogramm des Internationalen Eisenbahnverbandes (UIC) aufgenommen und anschließend durch den UIC-Ausschuss 4 unter Vorsitz der SBB untersucht. Im Juni 1959 empfahl der Ausschuss, grenzüberschreitende Güterzüge mit besonders kurzen Beförderungszeiten einzurichten. Im Frühjahr 1960 legte er einen detaillierten Abschlussbericht vor. Dieser empfahl, die wichtigsten europäischen Produktions- und Verbrauchszentren im Zwei- und Mehrländerverkehr mit durchgehenden Güterzügen mit einer einheitlichen Höchstgeschwindigkeit von 100 km/h zu verbinden, um die Wettbewerbsfähigkeit der Schiene im grenzüberschreitenden Güterverkehr zu stärken. Die europäische Güterzugfahrplankonferenz (LIM-Konferenz) hatte auf ihrer Frühjahrstagung im gleichen Jahr die Notwendigkeit der Gestaltung eines TEEM-Netzes zum Fahrplan 1961 betont. Eine als TEEM-Gruppe bezeichnete Arbeitsgruppe der LIM, ebenfalls unter Führung der SBB, wurde mit der Verwirklichung eines solchen Netzes schnellfahrender Güterzüge beauftragt.
18 Bahnverwaltungen erklärten sich schließlich zur Mitarbeit an dem TEEM-Konzept bereit. Dem Konzept lagen dabei eine Reihe von Zielen zu Grunde: eine Reisegeschwindigkeit von mindestens 45 km/h und kurzen Grenzaufenthalten, die Verwendung besonderer, für 100 km/h geeigneter Wagen, eine einfache Zugbildung und hohe Priorität in der Betriebsabwicklung sowie eine Höchstlast von 1.000 t und maximal 100 Achsen. Darüber hinaus verpflichteten sich die beteiligten Bahnen, auf eine Mindestauslastung zu verzichten und für das TEEM-Angebot „rege“ zu werben.
Zum Fahrplanwechsel 1961 wurden zunächst 31 TEEM-Züge eingerichtet, von denen 16 über das Netz der damaligen Deutschen Bundesbahn verkehrten. Die Zahl der Züge nahm in den Folgejahren stetig zu und lag 1962 bei 66, 1965 bei 84 sowie 1970 bei 110. Von der Deutschen Reichsbahn wurden im Laufe der Zeit mehr als 20 TEEM-Linien bedient. Die Gesamtlänge aller TEEM-Verbindungen nahm von 32.239 km (1961) auf 141.141 km (1971) zu. Die längsten Laufwege lagen bei 2.666 km im Jahr 1961 (TEE 37, Bologna–Oslo) und 2.790 km im Jahr 1971 (TEE 302 Rotterdam–Basel). Im Bereich der DB nahm die Zahl der Zugkilometer der TEEM von 863.000 (1961) auf 5.833.000 (1970) zu. Die durchschnittliche Auslastung stieg von 587 Brutto- bzw. 239 Nettotonnen im Jahr 1961 auf 694 bzw. 318 Nettotonnen im Jahr 1970.

## Liste der Verbindungen
Beim Start des Angebots 1961 bestanden im Bereich der Deutschen Bundesbahn folgende Verbindungen:
| DB-Zug-Nr. | Internationale Zug-Nr. | Verbindung                           | Anmerkung                                                    |
| ---------- | ---------------------- | ------------------------------------ | ------------------------------------------------------------ |
| 5034       | 75                     | Belgrad–München Süd                  |                                                              |
| 5036       | 82                     | Budapest–München Süd                 |                                                              |
| 5422       | 32                     | Venlo–Nürnberg Rangierbahnhof        |                                                              |
| 5460 B     | 73                     | Bozen–München Süd                    |                                                              |
| 5461       | 70                     | München Ost Rangierbahnhof–Fortezza  |                                                              |
| 5462       | 71                     | Bozen–München Süd                    |                                                              |
| 5491       | 91                     | Hof–Saßnitz                          |                                                              |
| 5529       | 33/37                  | Bologna–Stockholm / Oslo             | Flügelzug TEEM 33 nach Stockholm Flügelzug TEEM 37 nach Oslo |
| 5544       | 44                     | Montzen–Chiasso                      |                                                              |
| 5545       | 45                     | Bologna–Zeebrugge                    |                                                              |
| 5548       | 48                     | Rotterdam Süd–Chiasso                |                                                              |
| 5549       | 49                     | Basel Bad Güterbahnhof–Rotterdam Süd |                                                              |